# اشترایمل

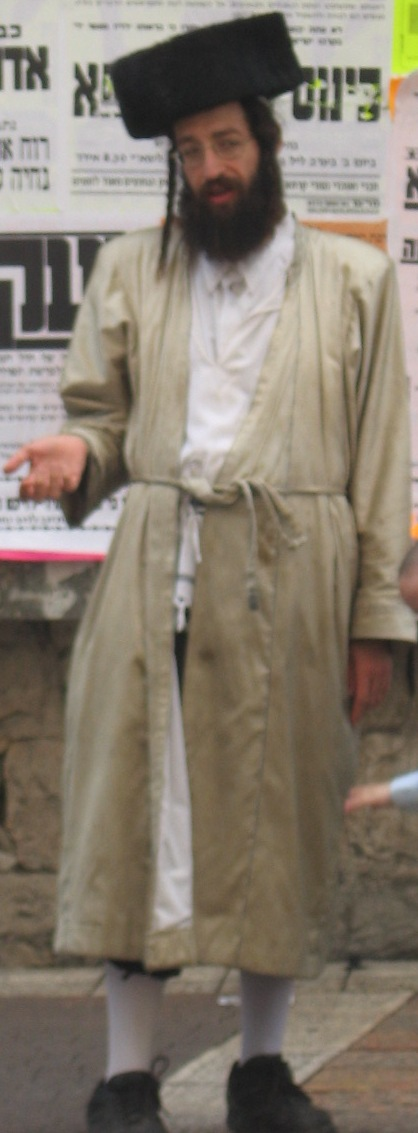
لباس یک یهودی ارتودوکس

اشترایمل (به زبان ییدیش:  שטרײַמל و جمع آن שטרײַמלעך اشترایمل) کلاهی به شکل یک دایره مخمل‌پوش بزرگی است از جنس خز که یهودیان حسیدی و یهودیان حریدی محافظه کار بسیار اصول‌گرا در صورت متاهل بودن در روزهای شبات یا شنبه، اعیاد، جشن‌ها و روزهای مقدس بر سر می‌گذارند. در بیت المقدس، یهودیان یروشالمی یعنی اشکنازهای غیر حسیدی نیز در صورت متاهل بودن در روزهای شبات یا شنبه، اعیاد، جشن‌ها و روزهای مقدس آن را بر سر می‌گذارند. معلوم نیست این کلاه از کجا آمده است ولی احتمالا ریشه تاتاری داشته‌باشد.
معمول‌ترین اشترایمل موجود آن است که حسیدیان رومانی و مجارستان و اروپای مرکزی دارند. یهودیان لیتوانی هم قبل از جنگ جهانی دوم، اشترایمل می‌پوشیدند. یهودیان پادشاهی لهستان، اشترامل‌های بلندی به نام اسپودیک می پوشیدند. 
خز اشترامل از نوع عالی است و لذا قیمت این کلاه که گران‌ترین لباس یهودی‌ها است، بین ۱,۸۰۰ تا ۵,۴۰۰ دلار است و معمولاً پدرزن آن را در مراسم عروسی به دامادش هدیه می‌دهد. البته می‌توان طبق رسم موجود در اسرائیل آن را از جنس خز مصنوعی تهیه کرد که در این صورت قیمت آن بین ۸۰۰ تا ۱,۵۰۰ دلار خواهد بود و معمولاً هر کسی، یک اشترایمل از آن نوع مرغوب اول و یکی از این نوع پست‌تر دارد که بلاگردان آن می‌شود و این را در مراسمی می‌وشد که ممکن است، خراب شود. مردان یهودی به پوشاندن سر خود مامور شده‌اند اما اشترامل ترجیحی بر سایر کلاه‌ها ندارد.